# Ferdinand Čihánek
Ferdinand Čihánek (3. března 1920 Střílky – 19. července 2005 Marseille) byl český parašutista a konfident gestapa.

## Život

### Před druhou světovou válkou
Ferdinand Čihánek se narodil 3. března 1920 ve Střílkách na Kroměřížsku.

### Druhá světová válka
Po německé okupaci opustil Ferdinand Čihánek ilegálně Protektorát Čechy a Morava a přešel do Polska, kde se v červenci 1939 v Krakově přihlásil do zde vznikající československé zahraniční jednotky. Po pádu Polska v září 1939 upadl do sovětské internace. V srpnu 1941 se stal příslušníkem čtvrté skupiny série výsadků do Protektorátu v rámci operace Aroš organizované sovětskou tajnou službou GRU. Skupina odstartovala v noci ze 30. na 31. srpna 1941 z letiště u města Brovary. Stroj byl zasažen protiletadlovou palbou a skupina z něj byla nucena vyskočit asi 75 kilometrů jižně od Varšavy. Po ukrytí padáků u místního rolníka se skupina rozdělila a pokusila dostat na střední Moravu po zemi. Ferdinand Čihánek utvořil dvojici s Josefem Vodičkou, oběma se podařilo do cílového prostoru dostat a měli zahájit organizování diverzní a výzvědné činnosti. Dne 3. září 1941 se Ferdinand Čihánek přihlásil na olomoucké služebně gestapa, vypověděl účel a okolnosti svého vysazení a nabídl pomoc při dopadení ostatních parašutistů. Josefa Vodičku se nepodařilo zatknout okamžitě, protože v době, kdy na něj gestapo s Čihánkem 1. října 1941 čekalo na přerovském nádraží, zvolil jiný způsob dopravy. Místo něj došlo k zatčení Jana Hovůrky, bratra dalšího parašutisty Karla Hovůrky, který mu pomáhal, což Ferdinand Čihánek věděl. Karel Hovůrka spáchal sebevraždu během přestřelky vzniklé při pokusu o jeho zatčení. Následovalo vylákání a zatčení Jana Restla, Eduarda Janošce a Josefa Procházky. Při náhodném setkání Ferdinanda Čihánka s parašutisty výsadku S1/R Františkem Braunerem a Bohuslavem Němcem, ke kterému došlo 25. září 1941, získal povědomí o činnosti rozsáhlé sítě jejich spolupracovníků, kvůli čemuž ji mohlo gestapo rovněž zlikvidovat. Spolupráce Ferdinanda Čihánka s gestapem přinesla velké množství obětí. Českoslovenští odbojáři a jejich rodinní příslušníci zatčení díky Ferdinandu Čihánkovi byli za svou činnost popravováni převážně v brněnských Kounicových kolejích a v koncentračním táboře Mauthausen.

### Po druhé světové válce
Ferdinandu Čihánkovi se podařilo uniknout z československého území i spravedlnosti. Zemřel 19. července 2005 v Marseille.